# Josh Clarke (Leichtathlet)
Joshua „Josh“ Clarke (* 19. Mai 1995 in Sydney) ist ein australischer Leichtathlet. 

## Sportliche Laufbahn
Erste internationale Erfahrungen sammelte Clarke bei den Commonwealth Youth Games 2011 in Douglas, bei denen er in 10,53 s die Bronzemedaille über 100 Meter gewann. 2014 gelangte er bei den Juniorenweltmeisterschaften in Eugene bis in das Halbfinale über 100 Meter und belegte mit der australischen 4-mal-100-Meter-Staffel den siebten Platz. 2018 nahm er zum ersten Mal an den Commonwealth Games im australischen Gold Coast teil und schied dort über 100 Meter in der ersten Runde aus und belegte mit der australischen Staffel in 38,28 s den vierten Platz.
2015 wurde Clarke australischer Meister im 100-Meter-Lauf. Er ist Student an den Universität Sydney.

## Persönliche Bestzeiten
- 100 Meter: 10,15 s (+0,8 m/s), 6. Februar 2016 in Canberra
- 200 Meter: 20,88 s (+1,1 m/s), 4. Februar 2017 in Sydney